# 人知原理論
『人知原理論』（じんちげんりろん、A Treatise Concerning the Principles of Human Knowledge）は、1710年にアイルランドの哲学者ジョージ・バークリーにより発表された哲学の著作である。

## 概要
1685年に生まれたバークリーはダブリン大学で修学する時期に初めての哲学書として本書『人知原理論』を執筆した。バークリーは主観的観念論の立場から対象を知覚する方法について研究している。本書ではイギリス経験論のロックの学説を発展させ、主体的な人間にとっての認識能力の問題を提起している。当初、本書は感覚と観念の問題について論じる第1部、宗教と道徳を論じる第2部、数学と自然科学を批判する第3部から構成される予定であったが、結果的には第1部しか完成していない。1734年には表紙から第1部の文字が除かれ、内容や表現が整理されて現在の形になった。本書は緒論、本論、結論の三部に整理されている。
バークリーはジョン・ロックの「人間の知識の対象はすべて観念」という主張から出発しながら、ロックが想定していた実体は存在しないことを主張することを試みている。ロックは主観によって左右されない第一性質を想定していたが、バークリーはこれが言語の問題に起因する根拠がない誤謬であると見なす。バークリーの基本的な枠組みとは、知覚する主体である精神と知覚される客体である観念と事物という対立関係である。このことはバークリーが示した命題「存在するということは知覚されるということである」に端的に表現されている。
ただし、この新しい原理によれば知覚する主体である精神そのものについての知識を得ることは原理的に不可能である。バークリーは精神に関連する知識の対象は観念ではなく概念(notion)として存在しうると捉えている。バークリーは自身の学説に含まれている矛盾について自覚しており、1734年の再版で補足訂正により理論の修正を試みているものの抜本的に解決されていない。

## 文献
- A Treatise Concerning Principles of Human Knowledge (1710)
- 大槻春彦訳『人知原理論』（岩波文庫、1958）